# Allmänna sparbanker
Allmänna sparbanker var en benämning på en sparbanksrörelse i Sverige. Den byggdes upp 1916–1920 och var främst aktiv fram till sparbankskraschen april 1929.

## Bildande
Den 22 november 1915 bildades Sveriges allmänna sparbank efter en tids förberedelser. Den skiljde sig från andra sparbanker genom att den hade tydliga kopplingar till arbetarrörelsen. Bankens medel skulle investeras i företag kopplade till arbetarrörelsen och mindre bemedlade.
Den nya bankens namn antydde också att den skulle ha hela landet som verksamhetsområde. Det föranledde protester från Svenska sparbanksföreningen eftersom sparbanker vid den här tiden var begränsade till ett län, en stad, ett härad eller en socken. Ett liknande försök att starta en sparbank med kontor på flera platser i Sverige hade gjorts med Egnahemssparbanken som stiftats 1907 men tvingats till likvidation 1914 efter att ha bedrivit verksamhet i flera län.
Ett nytt möte hölls den 27 januari 1916 där bankens namn ändrades till Allmänna sparbanken i Stockholm och sparbankens reglemente fastställdes hos Överståthållarämbetet. Den nya bankens område var till Stockholm och de tre kringliggande länen, men stiftarna ville ändå ha en rikstäckande organisation och påbörjade således arbetet med att öppna allmänna sparbanker i andra län.
Vid utgången av 1916 hade ytterligare fem allmänna sparbanker öppnats, följt av Allmänna sparbanken i Göteborg 1917, Allmänna sparbanken för södra Sverige i Landskrona 1918 och ytterligare tretton nya banker år 1919. Tre allmänna sparbanker tillkom senare.
De allmänna sparbankerna samarbetade i hög utsträckning och hade till stor del samma huvudmän. Enligt de ursprungliga planerna skulle bankerna ha 30 huvudmannaposter, varav 20 skulle tillsättas gemensamt för alla allmänna banker. 1920 ändrades dock sparbankslagen och därefter behövde huvudmän och styrelseledamöter i sparbanker vara bosatta inom verksamhetsområdet. De allmänna sparbankerna samarbetade dock fortfarande, även om vissa banker lämnade detta samarbete efter en tid.

## Sparbankskraschen
Under 1920-talet uppmärksammades återkommande oegentligheter inom de allmänna sparbankerna. I mars 1929 genomfördes på finansministerns order en undersökning av flera allmänna sparbanker. Detta ledde i april 1929 till att åtta allmänna sparbanker tvingades upphöra. De allmänna sparbankerna i Stockholm, Göteborg, Örebro, Luleå och Falun försattes i konkurs medan de i Landskrona, Sundsvall och för Västmanlands län likviderades.
Av de kvarvarande allmänna sparbankerna valde flera att kort efter sparbankskraschen uppgå i enskild sparbank eller privatbank. Det gällde bankerna i Norra Västerbotten, Skövde, Vadsbo, Oskarshamn, Kronobergs län och Värmland som alla togs över under 1929 eller 1930.
Den av de allmänna sparbankerna som överlevde längst var Jönköpingsbygdens sparbank, tidigare Allmänna sparbanken för Jönköpings län, som först 1966 uppgick i Länssparbanken Jönköping.

## Lista över allmänna sparbanker
| Sparbank                                   | Grundad | Öde                                                                                              |
| ------------------------------------------ | ------- | ------------------------------------------------------------------------------------------------ |
| Allmänna sparbanken i Stockholm            | 1916    | Konkurs 1929                                                                                     |
| Allmänna sparbanken i Norrköping           | 1916    | Bytte namn till Östergötlands läns sparbank, likviderades 1925.                                  |
| Allmänna sparbanken i Örebro               | 1916    | Konkurs 1929                                                                                     |
| Allmänna sparbanken i Gävle                | 1916    | Upphörde 1922.                                                                                   |
| Allmänna sparbanken i Sundsvall            | 1916    | Likviderades 1929.                                                                               |
| Allmänna sparbanken i Luleå                | 1916    | Konkurs 1929.                                                                                    |
| Allmänna sparbanken i Göteborg             | 1917    | Konkurs 1929.                                                                                    |
| Allmänna sparbanken för Södra Sverige      | 1918    | Likviderades 1929.                                                                               |
| Allmänna sparbanken för Jönköpings län     | 1919    | Bytte namn till Jönköpingsbygdens sparbank, uppgick i Länssparbanken Jönköping 1966.             |
| Allmänna sparbanken för Kronobergs län     | 1919    | Bytte namn till Värends sparbank 1928, togs över av Kronobergs läns sparbank                     |
| Allmänna sparbanken i Kalmar län           | 1919    | Upplöstes 1921, togs över av Mälareprovinsernas bank                                             |
| Allmänna sparbanken på Gotland             | 1919    | Likviderades 1934, överläts till Centralkassan för jordbrukskredit i Visby                       |
| Allmänna sparbanken för Blekinge län       | 1919    | Uppgick 1940 i Sparbanken i Karlskrona                                                           |
| Allmänna sparbanken för Vadsbo härad       | 1919    | Överläts 1930 till Skaraborgs enskilda bank                                                      |
| Allmänna sparbanken i Värmland             | 1919    | Överläts 1930 till Karlstads sparbank                                                            |
| Allmänna sparbanken i Skövde               | 1919    | Överläts 1930 till Skaraborgs enskilda bank                                                      |
| Allmänna sparbanken för Västmanland        | 1919    | Likviderades 1929.                                                                               |
| Allmänna sparbanken för Dalarne            | 1919    | Togs redan 1920 över av Kopparbergs enskilda bank                                                |
| Allmänna sparbanken för Norra Västerbotten | 1919    | Överläts till Sundsvalls enskilda bank                                                           |
| Allmänna sparbanken för Lidköping          | 1919    | Bytte namn till Kållands med fleras härads sparbank 1924, uppgick i Sparbanken i Lidköping 1940. |
| Allmänna sparbanken för Vara               | 1919    | Uppgick i Skaraborgs läns sparbank 1940.                                                         |
| Bergslagernas sparbank                     | 1919    | Konkurs 1929.                                                                                    |
| Sevede härads sparbank                     | 1921    | Likvideras 1925.                                                                                 |
| Allmänna sparbanken i Hälsingborg          | 1922    | Uppgick i Sparbanken i Hälsingborg 1934.                                                         |

## Källhänvisningar
1. 1 2 3  "Allmänna sparbankerna, deras organisations- och driftsmetoder", Vårt sparbanksväsen: 1893-1945, Emil Sommarin, 1945, sid. 144f
2. ↑  "Allmänna sparbankerna. - Sparbankskraschen 1929.", Vårt sparbanksväsen: 1893-1945, Emil Sommarin, 1945, sid. 301f
3. ↑  Vårt sparbanksväsen: 1893-1945, Emil Sommarin, 1945, sid. 390